# Wilhelm Devrient

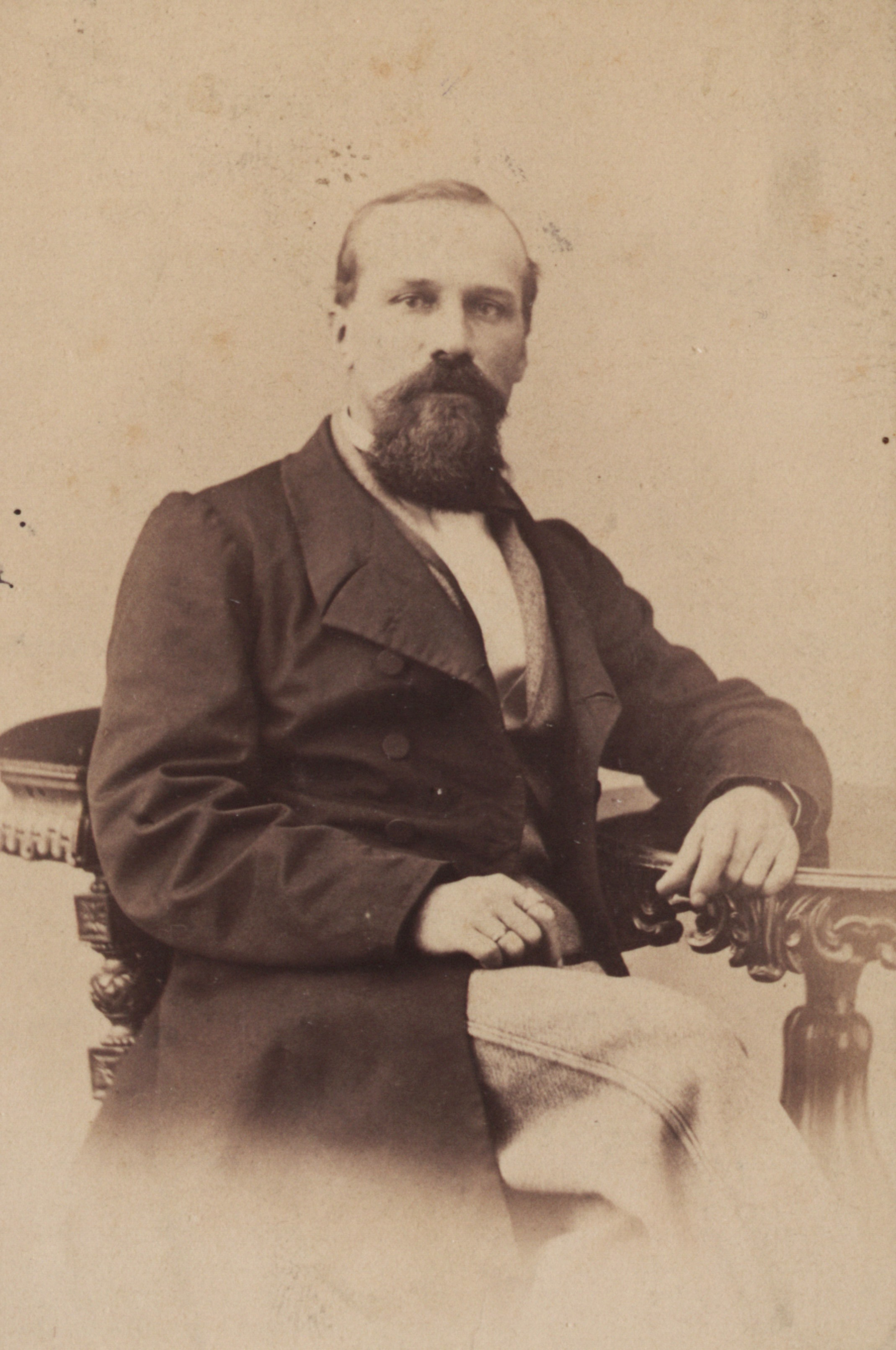
Wilhelm Devrient (Fotografie von Robert Borchardt, vor 1866)

Johann Carl Wilhelm Devrient (* 20. Februar 1800 in Berlin; † 30. Mai 1871 ebenda) war ein deutscher Maler, Kupferstecher und Lithograf aus der Künstlerfamilie Devrient.

## Leben
Wilhelm Devrients Eltern waren Tobias Philipp Devrient (1772–1836) und Marie Charlotte Prittschow, verwitwete Fuchs. Seine Brüder Karl, Eduard und Emil wurden, wie ihr Onkel Ludwig Devrient, Schauspieler. Als taubstumm Geborenem war ihm nach damaligen Maßstäben eine Schauspielerlaufbahn verwehrt. Er ergriff daher den Beruf eines Kupferstechers und war Schüler an der Akademie der Künste unter Ludwig Buchhorn. Zwischen 1820 und 1866 stellte er öfter in der Akademie aus. Zu seinen Werken gehören Lithografien von Jagdstücken von Carl Friedrich Schulz (Jagd-Schulz) und Julius Schulz, nach Bildern von Heinrich Krigar, Eduard Pistorius, Hermann Ludwig Seefisch, Franz Krüger, Friedrich Georg Weitsch u. a., sowie Radierungen nach Johann Heinrich Ramberg, Wilhelm von Schadow u. a.
Ab den 1830er Jahren schuf er vorwiegend originale Grafik, z. B. von Friedrich Wilhelm III. und der königlichen Familie, von Gelehrten und Künstlern in Lithografie und Kreide, sowie über zeitgeschichtliche Themen. Später wechselte er zur Landschaftsmalerei und besonders zur Miniaturmalerei. Devrient war mit Caroline Emilie Paetzelt verheiratet. Er hatte drei Töchter und den ebenfalls taubstummen Sohn Hermann (1840–1884), der Holzbildhauer wurde.